# Temporada 2011-2012 de la UE Figueres
La cinquena temporada de la Unió després de la refundació del club va tornar a ser un èxit: al grup 1 de la Primera Catalana l'equip quedà primer classificat de la categoria, amb un total de 24 victòries, 6 empats i 4 derrotes, i amb un balanç de 73 gols a favor i 28 en contra, i encadenà el cinquè ascens consecutiu, ascendint a la Tercera Divisió estatal. A més, el Figueres va quedar campió de Primera Catalana, en vèncer el primer classificat de l'altre grup de la categoria, la UE Rapitenca, en la final del campionat.

## Fets destacats
2011
- 10 de setembre: el Figueres comença la lliga al camp del CF Júnior, amb victòria per 1 gol a 2.

2012
- 13 de maig: el Figueres aconsegueix l'ascens matemàtic a la Tercera Divisió estatal a 3 jornades pel final de lliga, després de guanyar al camp de l'AD Guíxols per 1 gol a 4.[2]
- 2 de juny: últim partit de lliga al Municipal de Vilatenim, amb victòria per 4 gols a 0 contra el CE Premià. El Figueres acaba primer classificat.[5]
- 17 de juny: el Figueres guanya el campionat de Primera Catalana contra el primer classificat de l'altre grup, la UE Rapitenca, per 3 gols a 0, en la final jugada a Martorell.[4]
- 22 de juny: el Figueres tanca la temporada amb un amistós al Municipal de Vilatenim contra el CD Chivas de Guadalajara, de la Primera Divisió mexicana, amb la presència de Johann Cruyff a tribuna.[6][7]

## Plantilla
| Núm. | Pos. |           | Jugador                                  | Procedència       | Temporada |
| ---- | ---- | --------- | ---------------------------------------- | ----------------- | --------- |
|      | POR  | Catalunya | Joan Ureña Bartrina (Ureña)              | UE Llagostera     | 2010-2011 |
|      | POR  | Catalunya | Albert Reig Ricart (Reig)                | UE Quart          | 2011-2012 |
|      | DEF  | Catalunya | David Luque García (Luque)               | FE Figueres       | 2008-2009 |
|      | DEF  | Catalunya | Jordi Alforcea Albarran (Alforcea)       | CF Peralada       | 2009-2010 |
|      | DEF  | Catalunya | Albert Argelés Collell (Argelés)         | juvenil           | 2010-2011 |
|      | DEF  | Catalunya | Ricard Ferrer Geli (Ferrer)              | AEC Manlleu       | 2010-2011 |
|      | DEF  | Catalunya | Josep Costa Bofill (Costa)               | FC L'Escala       | 2010-2011 |
|      | DEF  | Catalunya | Marc Fageda Soler (Fageda)               | juvenil           | 2010-2011 |
|      | DEF  | Catalunya | Sergio Murga Morejón (Murga)             | UD Cassà          | 2010-2011 |
|      | DEF  | Catalunya | Adrià Serra Casulleras (Serra)           | juvenil           | 2010-2011 |
|      | MIG  | Catalunya | Pedro del Campo González (del Campo)     | Girona FC juvenil | 2010-2011 |
|      | MIG  | Catalunya | Albert Moñino Turró (Moñino)             | Reial Saragossa B | 2010-2011 |
|      | MIG  | Catalunya | Toti Tarradellas Font (Tarradellas)      | UE Olot           | 2010-2011 |
|      | MIG  | Catalunya | Ferran Grau Suñé (Grau)                  | UE Olot           | 2011-2012 |
|      | DAV  | Catalunya | Jordi Cruz León (Cruz)                   | FE Figueres       | 2008-2009 |
|      | DAV  | Andalusia | Jairo Jiménez Torrico (Jiménez)          | juvenil           | 2009-2010 |
|      | DAV  | Catalunya | Sile Cámara Sankhare (Cámara)            | CD Banyoles       | 2010-2011 |
|      | DAV  | Catalunya | Marc Teixidor Cristià (Teixidor)         | AD Guíxols        | 2010-2011 |
|      | DAV  | Catalunya | Pol Compte Rosell (Compte)               | CF Peralada       | 2011-2012 |
|      | DAV  | Catalunya | Aleix Feixas Fàbrega (Feixas)            | AD Guíxols        | 2011-2012 |
|      | DAV  | Catalunya | Karam Ben Mhani El Moussaoui (Ben Mhani) | UE Camprodon      | 2011-2012 |

Llegenda:  ·   Capità  ·   Juvenil  ·   Lesionat  ·   Altes  ·   Passaport europeu  ·   Extracomunitari  ·   Extracomunitari sense restricció
| Baixes                      | Destinació    |
| Xavier Arias Comamala       | UE Figueres B |
| Xavier Gallego Llauró       | UE Figueres B |
| Adrià Ceballos Bella        | UE Figueres B |
| Jordi Mercader Cros         |               |
| Lluís Serrano Matallana     |               |
| Sergi Mateo Batallé         |               |
| Pep Esteve Calvo            |               |
| Marc Gasull Morales         |               |
| Eric Jacobs Portell         |               |
| Daniel Fernández Hermógenes |               |

## Resultats
| Amistosos |

| 6 agost 2011                                           | UE La Jonquera | 0 – 2               | UE Figueres             | Castelló d'Empúries                               |  |
| [Partit de 45 minuts] Triangular a Castelló d'Empúries |                | Empordà UE Figueres | 2' Argelés · 37' Compte | Camp de futbol municipal · Xavier Rubio Ponsatí · |  |

| 6 agost 2011                                           | CF Esplais | 0 – 0               | UE Figueres | Castelló d'Empúries                               |  |
| [Partit de 45 minuts] Triangular a Castelló d'Empúries |            | Empordà UE Figueres |             | Camp de futbol municipal · Xavier Rubio Ponsatí · |  |

| 10 agost 2017                            | Palamós CF                          | 3 – 0                  | UE Figueres | Banyoles |  |
| 20:00 XLII Torneig de l'Estany Semifinal | Elies 32' · Barrera 57' · Guiti 59' | UE Figueres L'Econòmic |             | Nou Municipal de Banyoles · 250 espectadors · Moisés Nogareda Sala · Younes Oussaid · Adrián González Carrato · |  |

| 12 agost 2017                              | CE Banyoles                       | 0 – 0 (pp.)               | UE Figueres            | Banyoles |                        |
| 20.30 XLII Torneig de l'Estany Tercer lloc |                                   | Nació Digital UE Figueres |                        | Nou Municipal de Banyoles · 300 espectadors · Xavier Patiño Rico · Carlos Ramirez Sanz · Sebastián Güibas Guevara · |                        |
|                                            |                                   | Tanda de penals           |                        | |                        |
| Daniel · Masó · Roger · Coromines          | Daniel · Masó · Roger · Coromines | 1 – 3                     | Costa · Argelés · Grau | Costa · Argelés · Grau                                                                                              | Costa · Argelés · Grau |

| 15 agost 2011                                | UE Vic     | 1 – 0                     | UE Figueres | Camprodon                                                          |  |
| [Partit de 45 minuts] Triangular a Camprodon | Prieto 10' | Nacio Digital UE Figueres |             | Camp de futbol municipal · 200 espectadors · Toni Hidalgo Moreno · |  |

| 15 agost 2011                                | UE Camprodon | 1 – 1                     | UE Figueres  | Camprodon                                                          |  |
| [Partit de 45 minuts] Triangular a Camprodon | Plana 20'    | Nacio Digital UE Figueres | 22' Teixidor | Camp de futbol municipal · 200 espectadors · Toni Hidalgo Moreno · |  |

| 21 agost 2011 | UE Figueres | 0 – 3       | RCD Espanyol B                     | Figueres                                                                |  |
| 19.30         |             | UE Figueres | 31' Thievy · 59' Eric · 66' Bakary | Municipal de Vilatenim · 1.200 espectadors · Enric Ponsatí Clavaguera · |  |

| 24 agost 2011 | FC Palafrugell | 0 – 2       | UE Figueres                  | Palafrugell                                                                                          |  |
| 20:00         |                | UE Figueres | 15' del Campo · 75' Alforcea | Estadi Josep Pla i Arbonès · 100 espectadors · Youssef Baghdadi · Artacho Cebrián · Quintana Leria · |  |

| 27 agost 2011 | CD Bescanó | 1 – 3       | UE Figueres                         | Bescanó                                                                                         |  |
| 18:00         | Pujol 86'  | UE Figueres | 29' Grau · 45' Jiménez · 54' Compte | Camp de futbol municipal · 80 espectadors · J. Antonio Valenzuela · Juan Sanz · Marc Planella · |  |

| 28 agost 2011 | FC Borrassà | 1 – 4       | UE Figueres                              | Borrassà                                                            |  |
| 19:00         | Ballart 34' | UE Figueres | 39' 84' Moñino · 69' Teixidor · 75' Cruz | Camp de futbol municipal · 300 espectadors · Marc Claparols Fabri · |  |

| 3 setembre 2011 | FC L'Escala           | 2 – 2       | UE Figueres           | L'Escala                                                          |  |
| 20:00           | Sergio 42' · Omar 58' | UE Figueres | 13' Cruz · 75' Feixas | Camp de futbol municipal · 150 espectadors · Xavier Patiño Rico · |  |

| 22 juny 2012 | UE Figueres               | 2 – 4                                    | CD Chivas de Guadalajara                                            | Figueres |  |
| 20:30        | Jiménez 47' · Argelés 65' | Medio Tiempo Mundo Deportivo UE Figueres | 6' 13' Marco Fabián · 31' Jesús Sánchez García · 41' (p.p.) Argelés | Municipal de Vilatenim · 350 espectadors · Isaac Rodríguez Ventura · Sergi Font Portell · Xavier Rubio Ponsatí · |  |

| Primera Catalana-Grup 1 |

| 10 setembre 2011 | CF Júnior     | 1 – 2       | UE Figueres              | Sant Cugat del Vallès                                                                                          |  |
| 16:15 Jornada 1  | Coke 77' (p.) | UE Figueres | 24' Compte · 82' Jiménez | Instal·lacions Club Júnior · 200 espectadors · Edgar Nula Pérez · Edwin Carrascal Páez · Sergi Pérez Peralta · |  |

| 18 setembre 2011 | UE Figueres | 1 – 1       | UE Avià       | Figueres |  |
| 16.30 Jornada 2  | Cámara 90'  | UE Figueres | 24' Viladomat | Municipal de Vilatenim · 350 espectadors · Jonathan Miguel Teruel · Pol Roig Portell · David López Jiménez · |  |

| 25 setembre 2011 | Cerdanyola del Vallès FC | 0 – 2       | UE Figueres               | Cerdanyola del Vallès |  |
| 17.00 Jornada 3  |                          | UE Figueres | 44' Teixidor · 86' Cámara | Camp Municipal La Bòbila · 200 espectadors · Sergio Castro Sánchez · Eduardo Hernández Cacho · Josué Israel Veloz López · |  |

| 2 octubre 2011  | UE Figueres | 0 – 2       | UE Vilassar de Mar   | Figueres |  |
| 16:30 Jornada 4 |             | UE Figueres | 48' Àlex · 70' Ariño | Municipal de Vilatenim · 400 espectadors · Nicolás Horna Díaz · Sergio Arenas Doroteo · Antonio Pinzano Rodríguez · |  |

| 9 octubre 2011  | Palamós CF  | 1 – 1       | UE Figueres | Palamós                                                                                                   |  |
| 17:00 Jornada 5 | Guitart 44' | UE Figueres | 61' Ferrer  | Nou Estadi de Palamós · 350 espectadors · R. Rengel Royo · F. J. Rastrero Ordóñez · M. García Rodríguez · |  |

| 16 octubre 2011 | UE Figueres                                    | 3 – 0       | CP San Cristóbal | Figueres |  |
| 16.30 Jornada 6 | Teixidor 40' · Tarradellas 63' (p.) · Cruz 87' | UE Figueres |                  | Municipal de Vilatenim · 300 espectadors · Pau Garcia Fuster · J. A. Fernández Morillo · Sergi Gálvez Duran · |  |

| 22 octubre 2011 | CE Farners | 0 – 1       | UE Figueres  | Santa Coloma de Farners                                                                                       |  |
| 16:00 Jornada 7 |            | UE Figueres | 46' Teixidor | Campd de futbol municipal · 350 espectadors · Albert López Martínez · M. Ángel Navarro · Santiago Domínguez · |  |

| 30 octubre 2011 | UE Figueres                                   | 4 – 0       | UDA Gramenet B | Figueres |  |
| 16.30 Jornada 8 | Teixidor 25' 32' · Ben Mhani 30' · Compte 49' | UE Figueres |                | Municipal de Vilatenim · 500 espectadors · David Rovira Campà · Daniel Garcia Carrasco · Sergio Juárez Plaza · |  |

| 6 novembre 2011 | CF Peralada                        | 3 – 4       | UE Figueres                                                | Olot |  |
| 17.00 Jornada 9 | Arranz 9' · Litus 45' · Alexis 89' | UE Figueres | 30' (p.p.) Litus · 53' del Campo · 74' Grau · 83' Teixidor | Estadi Municipal d'Olot · 700 espectadors · Israel García Membrive · Xavier Tomé Moreno · Eduard Caicedo Iglesias · |  |

| 13 novembre 2011 | UE Figueres               | 2 – 3       | CF Mollet UE                      | Figueres |  |
| 16:30 Jornada 10 | Cámara 71' · Teixidor 86' | UE Figueres | 12' (p.) 19' Marcelo · 30' Silver | Municipal de Vilatenim · 1000 espectadors · Víctor Caballero León · Kabir Frutos Bonache · Enric Rodríguez Tarrago · |  |

| 20 novembre 2011 | UD San Lorenzo           | 2 – 5       | UE Figueres                            | Terrassa |  |
| 16:30 Jornada 11 | Lubo 7' · Juan Jesús 40' | UE Figueres | 14' (p.) 58' 63' Compte · 27' 42' Cruz | Camp de futbol municipal de Sant Llorenç · 250 espectadors · Edgar Carmona Martínez · Albert López González · Aleix Pons Bartrolí · |  |

| 27 novembre 2011 | UE Figueres               | 2 – 1       | CD Montcada  | Figueres |  |
| 16.30 Jornada 12 | Compte 55' · Teixidor 63' | UE Figueres | 44' Nacarino | Municipal de Vilatenim · 350 espectadors · Alberto Gutiérrez Herráiz · Raúl Aldana Llorens · Jordi Suñé Polonio · |  |

| 3 desembre 2011  | CF Lloret | 0 – 1       | UE Figueres | Lloret de Mar |  |
| 16:00 Jornada 13 |           | UE Figueres | 53' Cruz    | Camp de futbol municipal · 300 espectadors · Rubén Mancera Antón · Dídac Molina Peig · David Morenilla Rodríguez · |  |

| 18 desembre 2011 | UE Figueres                   | 3 – 0       | AD Guíxols | Figueres |  |
| 16:30 Jornada 14 | Compte 10' · Teixidor 45' 79' | UE Figueres |            | Municipal de Vilatenim · 250 espectadors · Antonio Montes Rodríguez · Óscar Méndez Egea · Óscar Serra Prat · |  |

| 8 gener 2012     | CF Ripollet                | 2 – 1       | UE Figueres     | Ripollet |  |
| 12:00 Jornada 15 | Miguel 8' · Rubén 81' (p.) | UE Figueres | 34' (p.) Compte | Camp de futbol municipal · 200 espectadors · Javier Ramos Sánchez · Sergio Moreno Asensio · Alejandro Molina Bernal · |  |

| 15 gener 2012    | UE Figueres                   | 3 – 1       | CE Manresa | Figueres |  |
| 16.30 Jornada 16 | Compte 26' · Teixidor 45' 53' | UE Figueres | 90' Joel   | Municipal de Vilatenim · 350 espectadors · Francisco José Pérez Fernández · Robert Gómez Sala · Adrià Mellado Fernández · |  |

| 22 gener 2012    | CE Premià | 0 – 0       | UE Figueres | Premià de Mar |  |
| 12:00 Jornada 17 |           | UE Figueres |             | Camp de futbol municipal · 250 espectadors · Josep Barceló Prats · Óscar Peri Compte · Julián Villaseñor Julián · |  |

| 29 gener 2012    | UE Figueres                                             | 3 – 1       | CF Júnior    | Figueres |  |
| 16:30 Jornada 18 | Aguilera 67' (p.p.) · Compte 77' · Tarradellas 80' (p.) | UE Figueres | 90' Aguilera | Municipal de Vilatenim · 150 espectadors · Juan C. Blasco Pastor · David Talavera Bielsa · Eduard Monfort Bonjoch · |  |

| 4 febrer 2012    | UE Avià     | 0 – 1       | UE Figueres | Avià |  |
| 16:00 Jornada 19 | Noguera 90' | UE Figueres | 87' Cámara  | Camp de futbol municipal · 150 espectadors · Joel Gurrera Farnos · Óscar Alsina Hernández · Leminyer Josep Puentes Senan · |  |

| 12 febrer 2012   | UE Figueres        | 3 – 1       | Cerdanyola del Vallès FC | Figueres |  |
| 16:30 Jornada 20 | Compte 18' 21' 32' | UE Figueres | 71' Casillas             | Municipal de Vilatenim · 150 espectadors · David Barón Ajenjo · Jonathan Vega Martínez · Marcos Maroñas Bravo · |  |

| 26 febrer 2012   | UE Vilassar de Mar | 1 – 1       | UE Figueres | Vilassar de Mar |  |
| 12:00 Jornada 21 | Gracia 74'         | UE Figueres | 57' Compte  | Estadi Municipal Xevi Ramon · 200 espectadors · Joel Moreno Berenguer · Jordi Capdevila Espitia · Miguel Emeterio Martínez Baena · |  |

| 4 març 2012      | UE Figueres | 0 – 0       | Palamós CF | Figueres |  |
| 12:00 Jornada 22 |             | UE Figueres |            | Municipal de Vilatenim · 800 espectadors · Rubén Mancera Antón · David Morenilla Rodríguez · Jordi Giner Clopés · |  |

| 11 març 2012     | CP San Cristóbal | 1 – 2       | UE Figueres      | Terrassa |  |
| 12:00 Jornada 23 | Ureña 49' (p.p.) | UE Figueres | 30' 65' Teixidor | Camp Municipal Ca N'Anglada · 250 espectadors · Sergio Castro Sánchez · Enrique Arroyo Zapata · Nicolás Gutiérrez Novo · |  |

| 18 març 2012     | UE Figueres | 1 – 0       | CE Farners | Figueres |  |
| 16:30 Jornada 24 | Teixidor 8' | UE Figueres |            | Municipal de Vilatenim · 500 espectadors · Joan Fàbregas Capellas · Joan Iniesta Amo · Antonio Pinzano Rodríguez · |  |

| 24 març 2012     | UDA Gramenet B | 0 – 4       | UE Figueres                                        | Santa Coloma de Gramenet |  |
| 18:00 Jornada 25 |                | UE Figueres | 26' Compte · 46' Serra · 87' Teixidor · 89' Cámara | Nou Camp Municipal de Can Peixauet · 150 espectadors · Antonio Navarrete Montoro · Francesc Roca Molne · Julian Villaseñor Julian · |  |

| 31 març 2012     | UE Figueres                | 2 – 0       | CF Peralada | Figueres |  |
| 16:30 Jornada 26 | Alforcea 51' · Jiménez 90' | UE Figueres |             | Municipal de Vilatenim · 900 espectadors · Juan Antonio Mesones González · Manuel García Rodríguez · J. Antonio Ruiz García · |  |

| 14 abril 2012    | CF Mollet UE | 1 – 2       | UE Figueres           | Mollet del Vallès |  |
| 12:00 Jornada 27 | Kañi 76'     | UE Figueres | 10' Compte · 79' Cruz | Camp Municipal Germans Gonzalvo · 500 espectadors · Vicente Alexandre Muñoz Baquero · Sergio Álvarez Ubric · Alejandro Cabezas Moya · |  |

| 22 abril 2012    | UE Figueres                            | 3 – 1       | UD San Lorenzo | Figueres |  |
| 16:30 Jornada 28 | Ben Mhani 4' · Compte 23' · Cámara 85' | UE Figueres | 9' Rubén       | Municipal de Vilatenim · 500 espectadors · Joan Ramon Rodríguez Abadal · Daniel Díaz Luque · David Nadal de Dios · |  |

| 29 abril 2012    | CD Montcada | 0 – 1       | UE Figueres  | Montcada i Reixac |  |
| 12:00 Jornada 29 |             | UE Figueres | 81' Teixidor | Camp de futbol municipal La Ferreria Nou · 300 espectadors · César Otal González · Julián Haro Torrijos · Eduardo Figuerola Rodríguez · |  |

| 6 maig 2012      | UE Figueres                                                   | 4 – 0       | CF Lloret | Figueres |  |
| 18:00 Jornada 30 | Chema 26' (p.p.) · Teixidor 37' · Feixas 63' · Murga 88' (p.) | UE Figueres |           | Municipal de Vilatenim · 800 espectadors · Ramon Ricard Comella Gil · Martí Ferrer Font · Víctor Orgaz Serran · |  |

| 13 maig 2012     | AD Guíxols | 1 – 4       | UE Figueres                    | Sant Feliu de Guíxols |  |
| 17:00 Jornada 31 | Nierga 3'  | UE Figueres | 9' 10' 45' Compte · 66' Ferrer | Camp de futbol Municipal Josep Suñer i Arxer · 400 espectadors · Carlos Ferrero Mansilla · Bruno Montoro Ferreiro · Daniel Garcia Carrasco · |  |

| 20 maig 2012     | UE Figueres                    | 3 – 2       | CF Ripollet           | Figueres |  |
| 16:30 Jornada 32 | Feixas 25' (p.) 45' · Cruz 57' | UE Figueres | 30' Quique · 73' Novo | Municipal de Vilatenim · 500 espectadors · Francisco Mur Romeo · Dario Domínguez Torres · Kilian Valera Agudelo · |  |

| 27 maig 2012     | CE Manresa | 1 – 0       | UE Figueres | Manresa |  |
| 17:00 Jornada 33 | Dalmau 25' | UE Figueres |             | Nou Estadi Municipal Congost · 200 espectadors · José Expósito Muñoz · Raúl Sánchez Fuentes · Antonio Pinzano Rodríguez · |  |

| 2 juny 2012      | UE Figueres                                   | 4 – 0       | CE Premià | Figueres |  |
| 12:00 Jornada 34 | Compte 41' 48' · Teixidor 67' · Ben Mhani 81' | UE Figueres |           | Municipal de Vilatenim · 400 espectadors · David Rodríguez Carballas · David Ros Juncosa · Dídac Martínez Mengual · |  |

| Final de Primera Catalana |

| 17 juny 2012 | UE Figueres                                             | 3 – 0                       | UE Rapitenca | Martorell |  |
| 18:00        | Marc Teixidor 10' · Xavier Coto 25' · Yoann Ramírez 80' | Mundo Deportivo UE Figueres |              | Complex Esportiu Torrent de Llops · 400 espectadors · Carlos Ferrero Mansilla · Sergio Manjón Villazala · Raúl Torres Carnero · |  |

## Classificació
| Pos. | Equip                    | J  | G  | E  | P  | GF | GC | DG  | pts. |
| --- | ------------------------ | -- | -- | -- | -- | -- | -- | --- | ---- |
| 1r | UE Figueres              | 34 | 24 | 6  | 4  | 73 | 28 | +45 | 78   |
| 2n | UE Vilassar de Mar       | 34 | 19 | 12 | 3  | 64 | 31 | +33 | 68   |
| 3r | Palamós CF               | 34 | 21 | 4  | 9  | 66 | 29 | +37 | 67   |
| 4t | CP San Cristóbal         | 34 | 20 | 3  | 11 | 53 | 52 | +1  | 63   |
| 5è | Cerdanyola del Vallès FC | 34 | 14 | 12 | 8  | 57 | 42 | +15 | 54   |
| 6è | CF Mollet UE             | 34 | 16 | 5  | 13 | 61 | 46 | +15 | 53   |
| 7è | UE Avià                  | 34 | 12 | 12 | 10 | 62 | 59 | +3  | 48   |
| 8è | CE Farners               | 34 | 13 | 6  | 15 | 63 | 63 | 0   | 45   |
| 9è | CF Lloret                | 34 | 13 | 6  | 15 | 49 | 59 | -10 | 45   |
| 10è | CD Montcada              | 34 | 12 | 8  | 14 | 53 | 62 | -9  | 44   |
| 11è | CF Ripollet              | 34 | 12 | 8  | 14 | 66 | 66 | 0   | 44   |
| 12è | UDA Gramenet B           | 34 | 12 | 6  | 16 | 50 | 66 | -16 | 42   |
| 13è | AD Guíxols               | 34 | 12 | 6  | 16 | 46 | 54 | -8  | 42   |
| 14è | CF Peralada              | 34 | 12 | 4  | 18 | 59 | 60 | -1  | 40   |
| 15è | UD San Lorenzo           | 34 | 10 | 8  | 16 | 38 | 55 | -17 | 38   |
| 16è | CE Premià                | 34 | 9  | 5  | 20 | 35 | 60 | -25 | 32   |
| 17è | CE Manresa               | 34 | 8  | 4  | 22 | 45 | 66 | -21 | 28   |
| 18è | CF Júnior                | 34 | 5  | 9  | 20 | 32 | 74 | -42 | 24   |
| En verd, els equips que ascendiren a Tercera Divisió, i en vermell, els que descendiren a Segona Catalana. |                          |    |    |    |    |    |    |     |      |